# Timudej
Timudej je česká hudební skupina.

## Charakteristika
Hudebně se Timudej pohybuje na rozhraní více stylů počínaje odnožemi world music jako samba nebo balkánské rytmy, přes electro swing či přímočarý pop, až po elektronické beaty. Skupina tyto inspirace přetváří podle vlastních představ, svými texty je doplňuje o poeticko-dadaistické pojetí života a vyznává se v nich ze svého – podle vlastní charakteristiky – „bezmezného obdivu ke všem ženám světa“.
Souputníkem kapely je Timudej – fiktivní malý osmiletý chlapec nahlížející klíčovou dírkou do dámských sprch. Ten dal kapele pohled na svět a na jeho počest si také zvolila své jméno. Druhým takovým dobrým přítelem souboru je Rudy Korer, svým způsobem Timudejovo alter ego na špinavou práci, rovněž fiktivní, světoznámý mág, iluzionista a rodák ze Saské Kamenice (Chemnitz), někdejšího východoněmeckého Karl-Marx-Stadtu.
Kapela Timudej hraje ve složení Pavel Horák (hlavní zpěv, perkuse), Josef Landergott (bicí), Tomáš Jandura (baskytara), Tomáš Fleišer (kytara, zpěv), David Göttlich (klávesy, zpěv) a Georgi Bečev (saxofon, zpěv).

## Historie
Skupinu založili Pavel Horák, Josef Landergott a Tomáš Jandura, spolu s moderátorem Radia 1 Kryštofem Koenigsmarkem, jenž později kapelu opustil. Záhy se k nim připojil kytarista Tomáš Fleišer. Pro zvuk Timudeje se stal velmi určujícím příchod klávesisty Davida Göttlicha, který do tvorby vnesl matematickou přesnost a logiku a skupina pod jeho vlivem začíná rozvíjet nové hudební obzory, jež v někdejší undergroundové sestavě do té doby platily za přísně zapovězené.
Po řadě demoalb Timudej v roce 2005 vydává své první plnohodnotné album Paní, pojďte si hrát. Ve směsici hravého popu s prvky reggae a naznačeným zájmem o world music lze najít i skladby, jež se staly koncertními stálicemi – například Banánová šťáva nebo Arabské peklo. Přibližně v té době přichází do kapely bulharský saxofonista Georgi Bečev a přináší s sebou výrazné prvky balkánského stylu.
Timudej se po celou dobu své existence soustřeďuje – kromě četných koncertních vystoupení, zkoušek provázených zábavou danou mj. prostředím blízké Berounky nebo hudebních soustředění v chalupách v pohraničních oblastech země – také na celovečerní estrádní představení nazývaná Varieté, označovaná koncepčně jako velkolepá. V jejich průběhu publiku předkládá vedle hudby vložky různých kulturních žánrů, minimalistická divadelní představení či filmové projekce dokumentující např. smyšlenou cestu prvního bulharského kosmonauta na Pluto nebo anabázi fenomenálního Rudyho Korera po zemích českých.
V roce 2008 vyšlo druhé řadové album Con'Čerto Grando. Hudebně zde se vedle „horse popu“ prosazuje už naplno balkánský element sekundovaný latinskoamerickou rytmikou. V textech se rozvíjí mnohojazyčnost přecházející v jakousi tajnou řeč – Timudejovo dorozumívací specifikum. Po vydání CD následovalo turné po ČR a skladba Príma v lese okupuje několik týdnů první místo hitparády Velká sedma na Radiu 1. Na tomto albu se objevuje řada fabulací, které si Timudej i do budoucna oblíbil – Jackson Queen, Tambarys aj. Jejich společným jmenovatelem je všeobjímající vlastnost obětovat se za každé situace pro ženu a vždy ji zachránit na poslední chvíli.
Po dlouhé odmlce kapela Timudej v roce 2016 vydala své třetí album Ještěně, na kterém se producentsky podílel Honza Balcar, který je mimo jiné výhradním skladatelem hudby pro Cirk La Putyka. V jedenácti skladbách tu defiluje jedenáct osob možného označení jako „persona grata i non-grata“, každá z nich se představuje se svým unikátním příběhem. Timudej předkládá veřejnosti např. jakousi téměř neznámou Ritu Mitsouko – výtečnou francouzskou zpěvačku s minulostí pornoherečky nebo údajný pozapomenutý příběh zlínského velkoprůmyslníka Tomáše Bati, který se na počátku své slavné dráhy měl zaplést s tajemnou Surikatou. Nové album je věnováno opět ženám – řada písní nese názvy po klíčových postavách alba – Minea, Niké, Surikata, María, Rita Mitsouko, Ještěně... Každý z jedenácti příběhů má svou hlavní hrdinku, vystupující vždy jako velmi silná osobnost. Hudebně album Ještěně skupinu Timudej posunulo ještě dále k tanečním stylům celého světa a textově se vyžívá v různorodosti jazyků. Je na něm ještě víc než u předchozích alb patrné, že každý z členů kapely si na něj mohl promítnout své vlastní inspirace, hudební vzory a vlivy.
Zkušebna kapely se nachází (2016) u řeky Berounky, v blízkosti lávky vedle černošického jezu.

## Alba
- Paní, pojďte si hrát (2005)
- Con'Čerto Grando (2008)
- Ještěně (2016)